# Saturn (automóveis)
A Saturn foi uma companhia de automóveis da General Motors, estabelecida em 1985. Seu primeiro slogan foi "um tipo diferente de empresa de automóveis" e operou de maneira independente da GM, com uma planta própria em Sping Hill, no estado do Tennessee, oferecendo modelos próprios em uma rede de concessionários separada. A empresa era uma resposta à ofensiva das montadoras nipo-americanas no mercado americano.
Um de seus automóveis mais conhecidos é o SL, o primeiro modelo a ser disponibilizado no mercado, que foi importado de maneira independente inclusive para o Brasil no início dos anos 90 com a abertura das importações. O elétrico GM-EV1 foi outro modelo que foi oferecido a partir das concessionárias da Saturn. Outros modelos como o Saturn L-Series e o Saturn Astra, buscaram plataformas de veículos da Opel oferecer outros produtos no mercado.
Em virtude da crise financeira de 2008, a General Motors encontrou-se em grandes dificuldades operacionais, passando a ser controlada pelo governo do Estados Unidos para escapar da falência e aplicando diversas medidas rigorosas para se reorganizar; entre elas o desligamento das marcas Hummer, Pontiac e Saturn. Todas foram extintas em 2010.

## Alguns veículos da Saturn

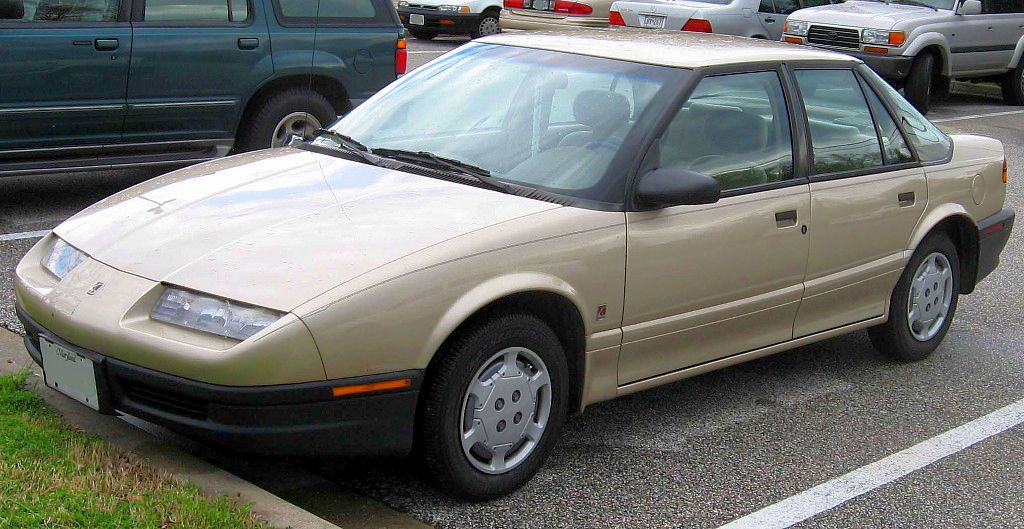
Saturn S-series de 1991.

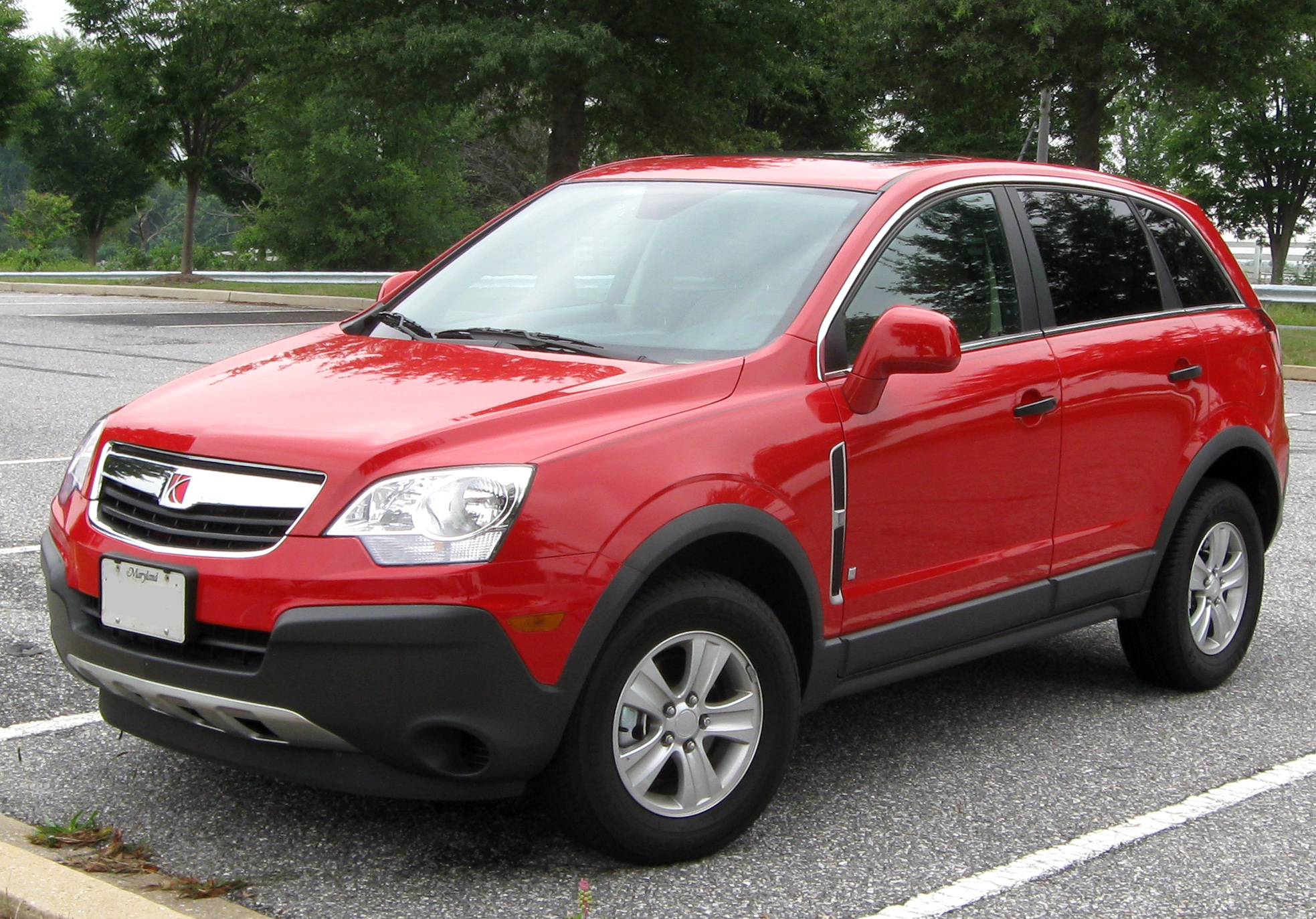
Segunda geração do Saturn Vue, vendida no Brasil como Chevrolet Captiva

- SL
- ION
- VUE
- Relay
- Sky
- Outlook
- L-series
- Aura
- Astra